# How to Be a Latin Lover
Pour plus de détails, voir Fiche technique et Distribution.
How to Be a Latin Lover est un film mexicano-américain réalisé par Ken Marino, sorti en 2017.
Le film a fait l'objet d'un remake français : Just a Gigolo d'Olivier Baroux sorti en 2019.

## Synopsis
Célibataire après 25 ans de mariage, un gigolo doit s'installer avec sa sœur.

## Fiche technique
- Titre : How to Be a Latin Lover
- Réalisation : Ken Marino
- Scénario : Jon Zack et Chris Spain
- Musique : Craig Wedren
- Photographie : John Bailey
- Montage : John Daigle
- Production : Eugenio Derbez et Ben Odell
- Société de production : Pantelion Films, 3Pas Studios, Lionsgate et Videocine
- Société de distribution : Lionsgate (États-Unis)
- Pays :  Mexique et  États-Unis
- Genre : Comédie dramatique
- Durée : 115 minutes
- Dates de sortie : 
  -  États-Unis : 28 avril 2017

## Distribution
- Eugenio Derbez (VF : Julien Allouf) : Maximo
  - Noel Carabaza : Maximo, jeune
  - Vadhir Derbez (en) : Maximo à 21 ans
- Salma Hayek (VF : Ethel Houbiers) : Sara
  - Manelly Zepeda : Sara, jeune
- Raphael Alejandro (VF : Cécile Gatto) : Hugo
- Rob Lowe (VF : Bruno Choël) : Rick, le gigolo
- Kristen Bell (VF : Chloé Berthier) : Cindy
- Mckenna Grace (VF : Maryne Bertieaux) : Arden
- Raquel Welch (VF : Frédérique Tirmont) : Celeste Birch
- Linda Lavin (VF : Françoise Pavy) : Millicent Dupont
- Renée Taylor : Peggy
- Rob Corddry (VF : Philippe Roullier) : Quincy
- Rob Riggle (VF : Constantin Pappas) : Scott
- Rob Huebel (en) : Nick
- Michael Cera (VF : Gauthier Battoue) : Remy
- Mather Zickel (en) (VF : Arnaud Arbessier) : James
- Omar Chaparro (en) : Rafa
- Michaela Watkins (VF : Louise Lemoine Torrès) : Gwen
- Ben Schwartz (VF : Françoua Garrigues) : Jimmy
- Weird Al Yankovic : lui-même

Version française enregistrée au studio Nice Fellow sous la direction artistique de Cyrille Artaux, d'après une adaptation des dialogues de Luc Baboulène.
 Source et légende : version française (VF) sur RS Doublage et le carton du doublage français sur Netflix. 

## Accueil
Le film a reçu un accueil mitigé de la critique. Il obtient un score moyen de 54 % sur Metacritic.